# Valkenburg aan de Geul
Valkenburg aan de Geul es una ciudad y también un  municipio de la provincia de Limburgo, en el sureste de los Países Bajos.

## Historia y patrimonio
Los restos más antiguos corresponden a los de un pequeño fuerte romano, llamado Praetorium Agrippinae. Formaba parte del Ducado de Brabante desde 1364. Durante varios siglos Valkenburg fue asediada y tomada por distintos ejércitos europeos. La toma de Valkenburg de 1574, también conocida como la toma del castillo de Valkenburg, a principios de febrero de 1574, en la fortaleza de Valkenburg, Países Bajos Españoles, actualmente Países Bajos, durante la guerra de los Ochenta Años, en el contexto del asedio de Leiden. La fortaleza al finalizar la guerra, en 1648 quedó en manos neerlandesas, que la habían ocupado en 1644. El Castillo de Valkenburg, situado en una colina en medio de la ciudad, del que solo quedan las ruinas, fue destruido en diciembre de 1672 por los franceses durante la guerra franco-neerlandesa y no fue reconstruido posteriormente. Solo dos puertas de entrada al mismo, la "Berkelpoort" y la "Grendelpoort", y algunas partes de la muralla sobrevivieron a la destrucción. Valkenburg nunca más volvió a estar fortificada; sin embargo, mantuvo su importancia.

## El turismo en Valkenburg

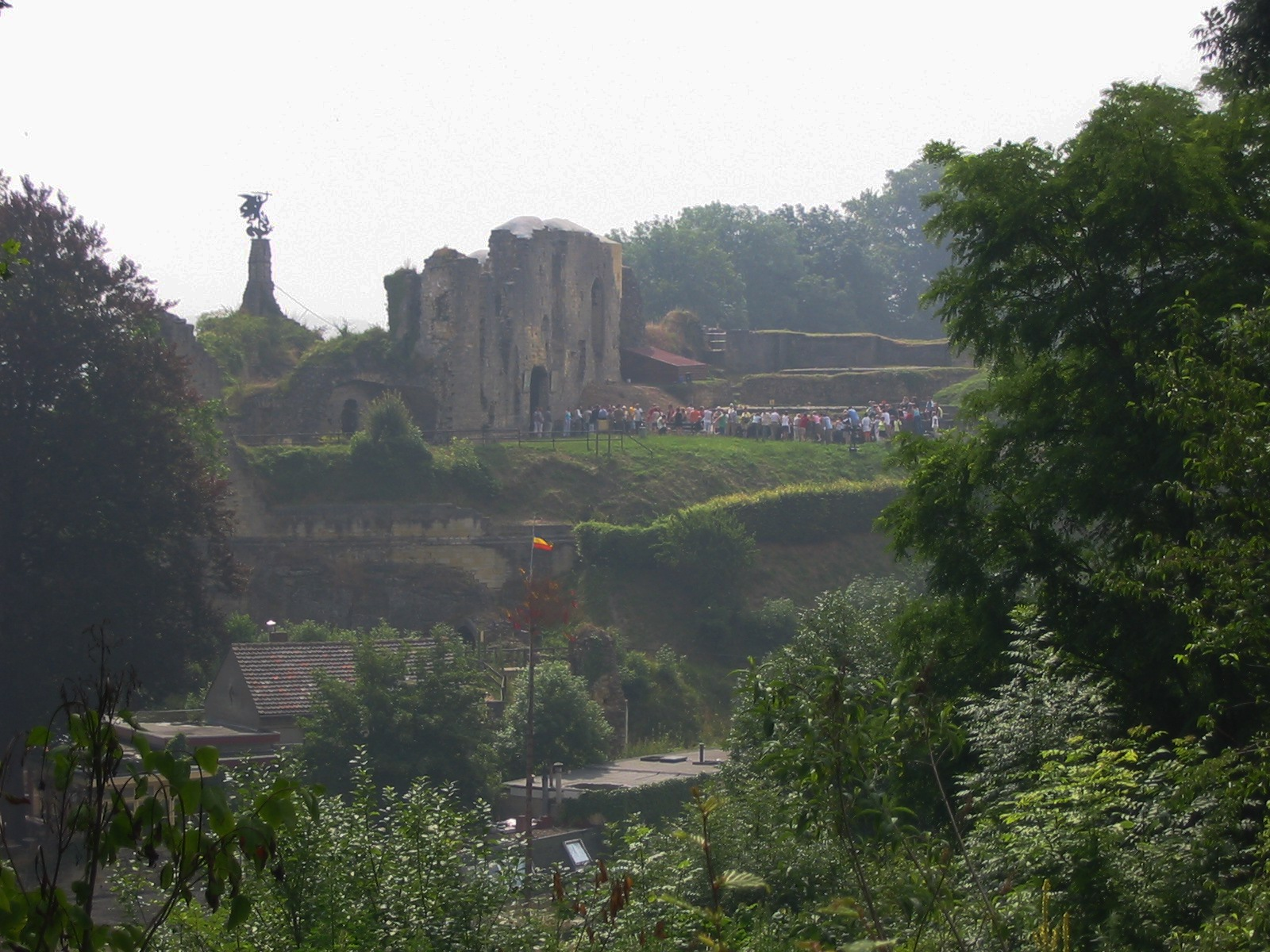
Turistas haciendo cola a la entrada del Castillo de Valkenburg aan de Geul

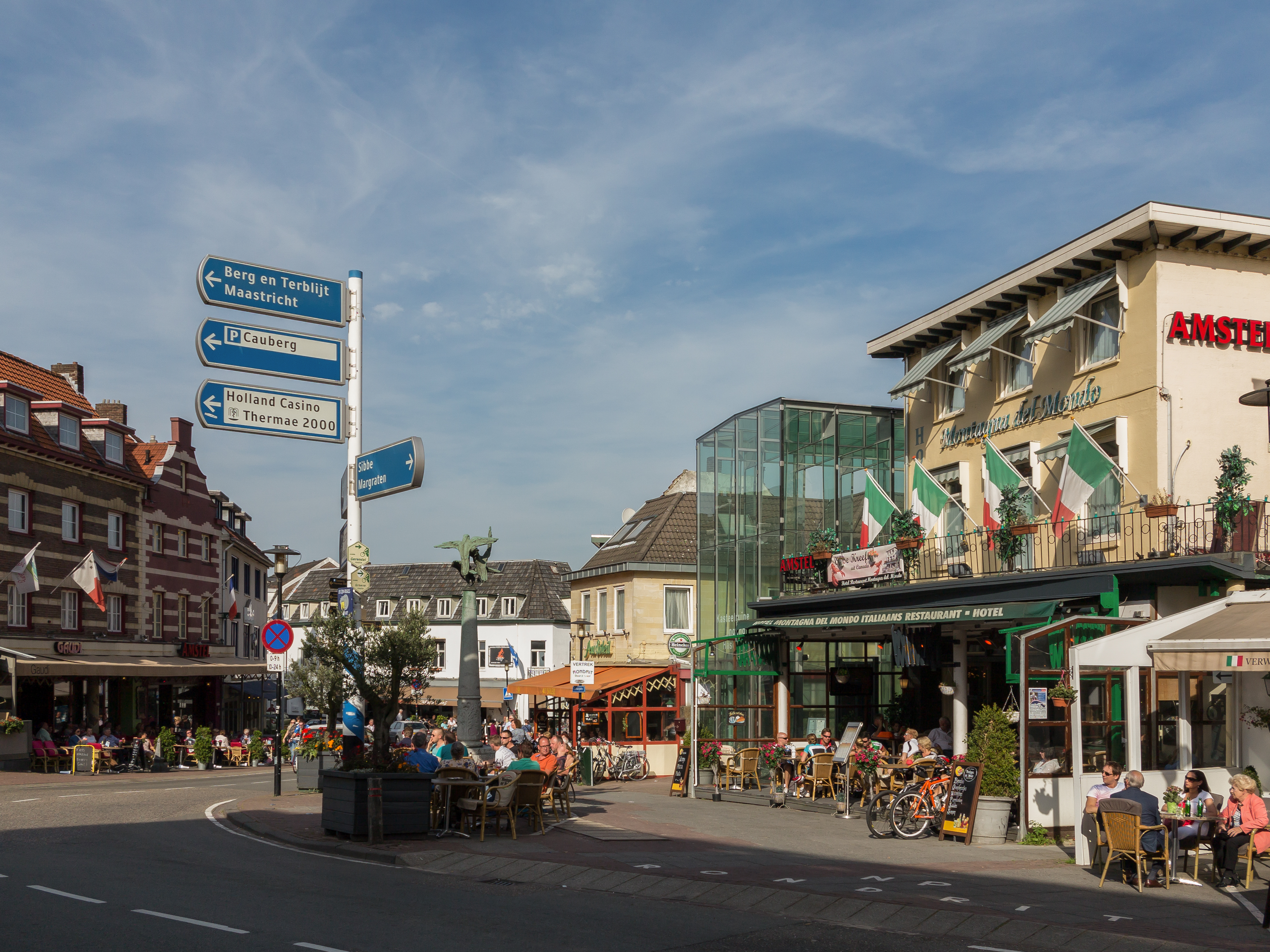
La vista en la celle: de Cauberg-de Dalhemerweg-de Wilhelminaweg

Actualmente Valkenburg es conocido por su carácter turístico. Hay varias atracciones, como por ejemplo:
- El Valkenburg Casino Holand,
- El Steenkolenmijn, una especie de parque temático sobre la minería.
- El centro de salud y bienestar que fue creado en 2000.
- La iglesia de Sint-Gerlachus, el único edificio religioso con frescos en los Países Bajos.

La ciudad de Valkenburg tiene como objetivo dejar de ser un centro de turismo de masas (fue famoso durante las décadas de los 70 y los 80 con varios cámpines para jóvenes) para convertirse en un polo turístico para visitantes con un elevado poder adquisitivo, que no sean tan molestos para los vecinos.
Se pueden realizar recorridos a pie o en bicicleta de montaña por los alrededores de la ciudad. A pesar de que la ciudad de Valkenburg aan de Geul solo tiene unos 18.000 habitantes, tiene en torno a 1 millón de pernoctaciones cada año.

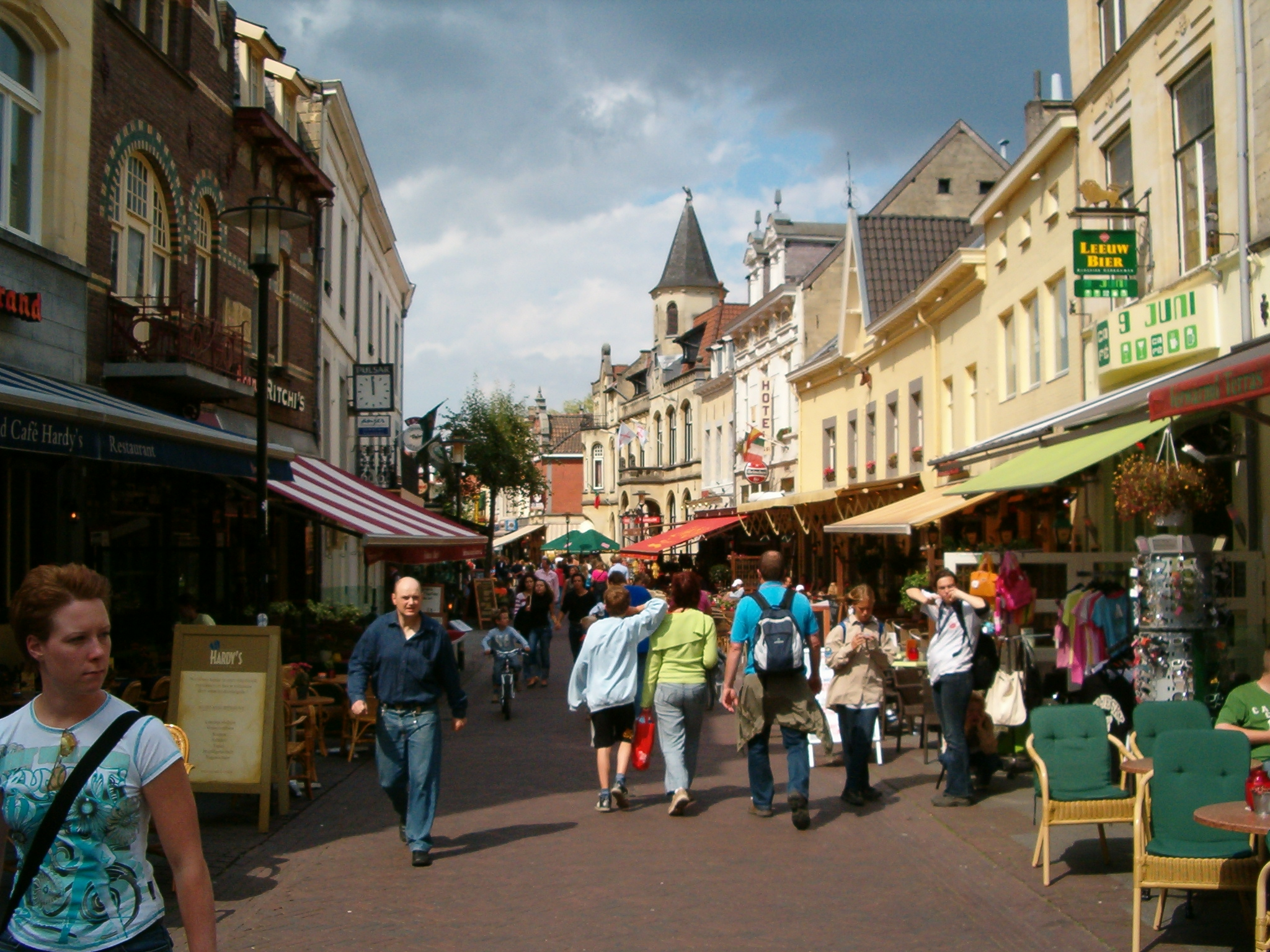
de Grotestraat

Valkenburg tiene la estación de ferrocarril más antigua de los Países Bajos de las que aún están en funcionamiento[cita requerida].

### Ciclismo
Valkenburg aan de Geul es conocida por sus eventos ciclistas. La ciudad ha sido sede del Campeonato Mundial de Ciclismo en Ruta en cinco ocasiones: 1938, 1948, 1979, 1998 y en 2012.
Desde 2003, la ciudad ha sido meta de la clásica Amstel Gold Race y el Tour de Francia la tuvo como final de etapa en 1992 y en 2006.